# Nahverkehr in Mannheim
Der öffentliche Personen-Nahverkehr in Mannheim besteht aus im folgenden Kapitel gelisteten Linien, die alle im Verkehrsverbund Rhein-Neckar (VRN) zu einheitlichen Tarifen benutzt werden können.

## Linienübersicht

### S-Bahn und DB-Regionalverkehr

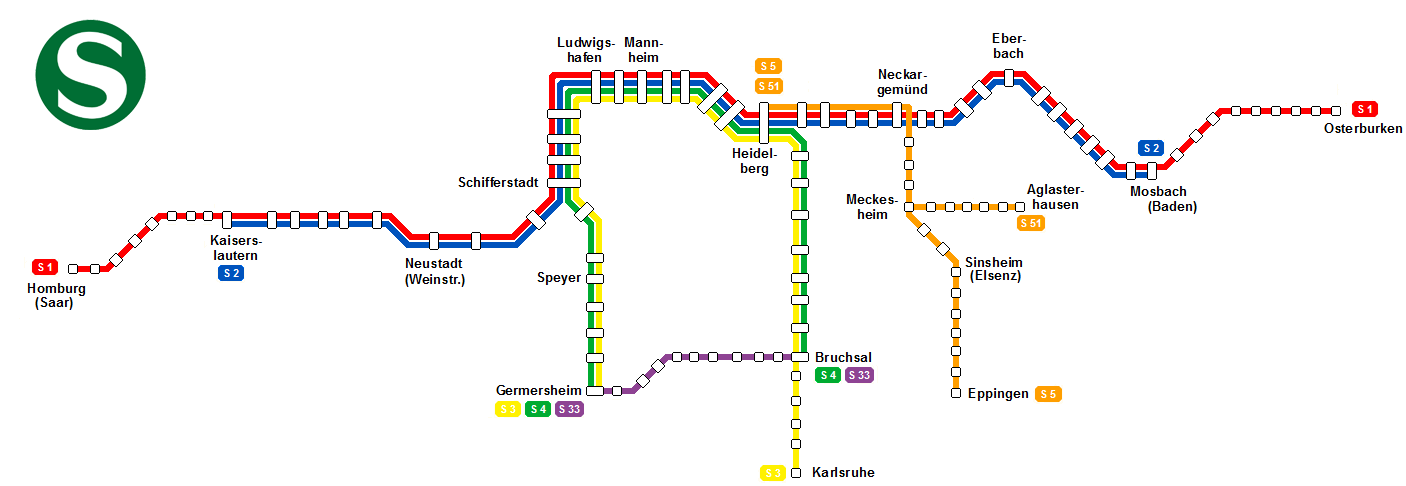
Netzplan der S-Bahn RheinNeckar

In Mannheim werden folgende DB-Halte im Takt bedient:
- Mannheim Hbf (alle Linien außer R 51 – R 59, R 63 – R 69)
- Neu-Edingen/Friedrichsfeld (S 6, RE 60, RB 67, RB 68)
- Mannheim-Friedrichsfeld Süd (S 1 – S 4)
- Mannheim Handelshafen (RE70, S 9)
- Mannheim-Luzenberg (RE70, S 9, S39)
- Mannheim-Neckarau (S 9)
- Mannheim-Neckarstadt (RE 70, S 9)
- Mannheim ARENA/Maimarkt (S 2, S 3, S 4, S 6)
- Mannheim-Rheinau (S 9)
- Mannheim-Seckenheim (S 2, S 3, S 4, S 6)
- Mannheim-Waldhof (RE 70, S 8, S9, S39)
- Mannheim-Käfertal (S8)

Neben den sieben Linien der S-Bahn RheinNeckar gibt es Regionalzüge der DB Regio in Richtung Karlsruhe, Frankfurt, Mainz, Saarbrücken–Koblenz und Heilbronn. Im Folgenden eine Aufstellung aller Linien, die in Mannheim halten:

### S-Bahn RheinNeckar
| Liniennummer                  | Linienverlauf | Taktfrequenz      | Länge  | Stationen | Fahrzeug |
| ----------------------------- | --- | ----------------- | ------ | --------- | -------- |
| S 1 Homburg – Osterburken     | Homburg – Kaiserslautern – Neustadt (Weinstraße) – Schifferstadt – Ludwigshafen – Mannheim – Heidelberg – Mosbach – Osterburken | 60                | 200 km | 56        | BR 425   |
| S 2 Kaiserslautern – Mosbach  | Kaiserslautern – Neustadt (Weinstraße) – Schifferstadt – Ludwigshafen – Mannheim – Heidelberg – Mosbach                         | 60                | 133 km | 39        | BR 425   |
| S 3 Germersheim – Karlsruhe   | Germersheim – Speyer – Schifferstadt – Ludwigshafen – Mannheim – Heidelberg – Bruchsal – Karlsruhe                              | 30/60             | 104 km | 33        | BR 425   |
| S 4 Germersheim – Bruchsal    | Germersheim – Speyer – Schifferstadt – Ludwigshafen – Mannheim – Heidelberg – Bruchsal                                          | außerhalb HVZ: 60 | 83 km  | 28        | BR 425   |
| S 6 Mainz – Bensheim          | Mainz – Worms – Frankenthal – Ludwigshafen – Mannheim (– Weinheim – Bensheim)                                                   | 30                | 108 km | 20 (32)   | Mireo    |
| S 9 Karlsruhe – Groß-Rohrheim | Karlsruhe – Graben-Neudorf – Schwetzingen – Mannheim (– Lampertheim – Biblis – Groß-Rohrheim)                                   | 30/60             | 89 km  | 25        | Mireo    |

Die Taktung der S-Bahn-Linien S 1 – S 4 ist so aufeinander abgestimmt, dass diese auf der Kernstrecke Schifferstadt–Ludwigshafen–Mannheim–Heidelberg einen annähernden Takt von 15 Minuten ergibt.

### Regionalbahn- und Regional-Express-Linien
| Linie  | VRN-Tabelle | Strecke | Taktfrequenz    | Fahrzeug       | Betreiber                                 |
| ------ | ----------- | --- | --------------- | -------------- | ----------------------------------------- |
| RE 1   | RE 1        | Mannheim – Ludwigshafen Mitte – Neustadt – Kaiserslautern – Saarbrücken (– Trier – Koblenz)                        | Stundentakt     | FLIRT 3        | SÜWEX                                     |
| RE 10a | RE 10a      | Mannheim – Heidelberg – Eberbach – Bad Friedrichshall – Heilbronn (– Stuttgart – Tübingen)                         | Zweistundentakt | Talent 3       | SWEG                                      |
| RE 10b | RE 10b      | Mannheim – Heidelberg – Sinsheim – Bad Friedrichshall – Heilbronn (– Stuttgart – Tübingen)                         | Zweistundentakt | Talent 3       | SWEG                                      |
| RE 14  | RE 14       | Mannheim – Ludwigshafen – Worms – Mainz (– Frankfurt-Höchst – Frankfurt)                                           | Zweistundentakt | FLIRT 3        | SÜWEX                                     |
| RE 60  | R 60        | Mannheim – Weinheim – Bensheim – Darmstadt – Frankfurt                                                             | Stundentakt     | Twindexx Vario | DB Regio Mitte (Main-Neckar-Ried-Express) |
| RE 70  | R 62        | Mannheim – Lampertheim – Bürstadt – Biblis – Gernsheim – Riedstadt-Goddelau – Frankfurt                            | Stundentakt     | Twindexx Vario | DB Regio Mitte (Main-Neckar-Ried-Express) |
| RB 67  | R 60        | Schwetzingen / Mannheim – Neu-Edingen/Mannheim-Friedrichsfeld – Weinheim – Bensheim – Darmstadt – Frankfurt        | Stundentakt     | Twindexx Vario | DB Regio Mitte (Main-Neckar-Ried-Express) |
| RB 68  | R 60        | Wiesloch-Walldorf - Heidelberg – Neu-Edingen/Mannheim-Friedrichsfeld – Weinheim – Bensheim – Darmstadt – Frankfurt | Stundentakt     | Twindexx Vario | DB Regio Mitte (Main-Neckar-Ried-Express) |

### Stadtbahnlinien
| Linie | Strecke |
| ----- | --- |

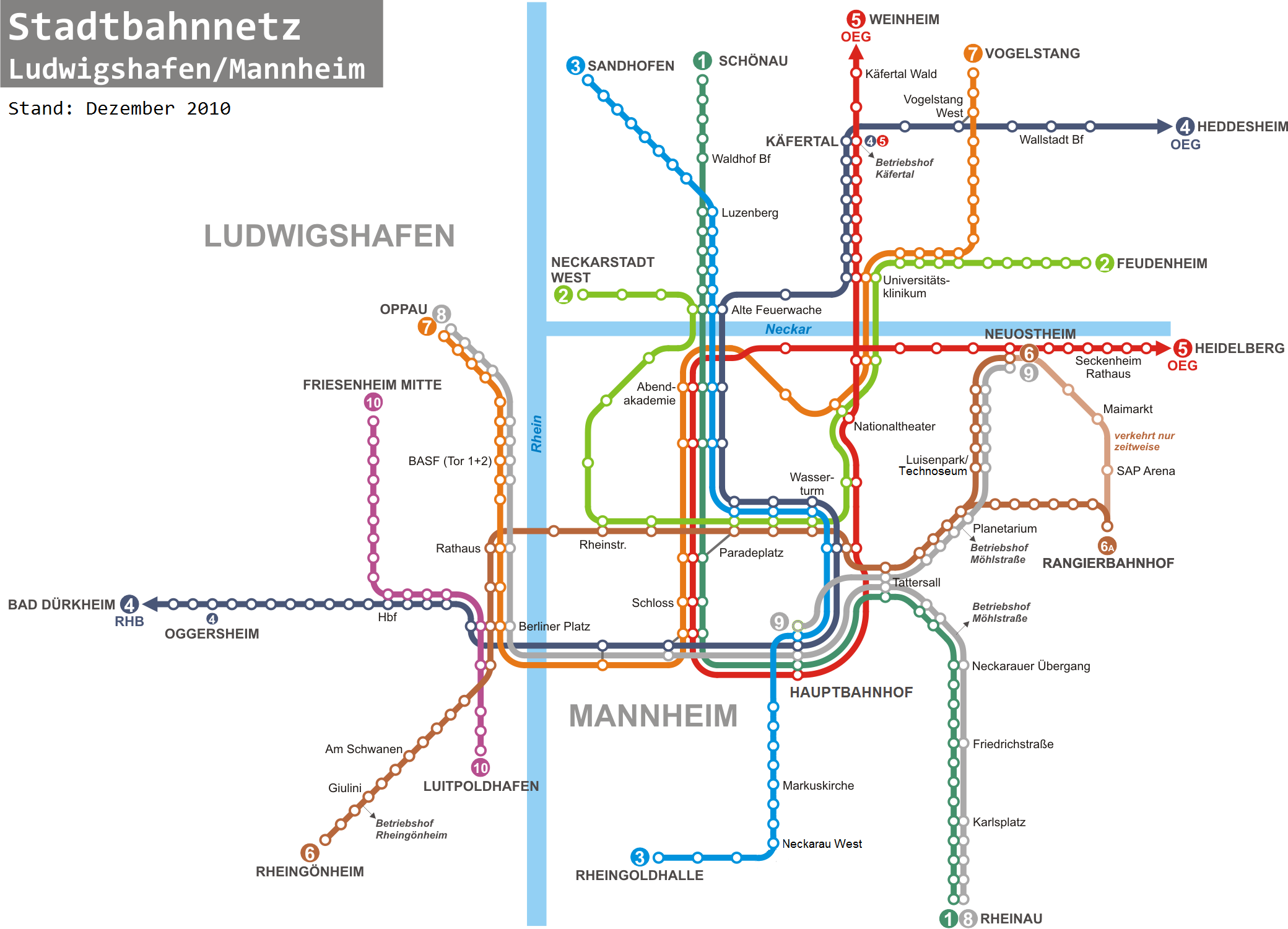
Schematischer Plan der Straßenbahn in Mannheim und Ludwigshafen am Rhein (nach Dez. 2008)

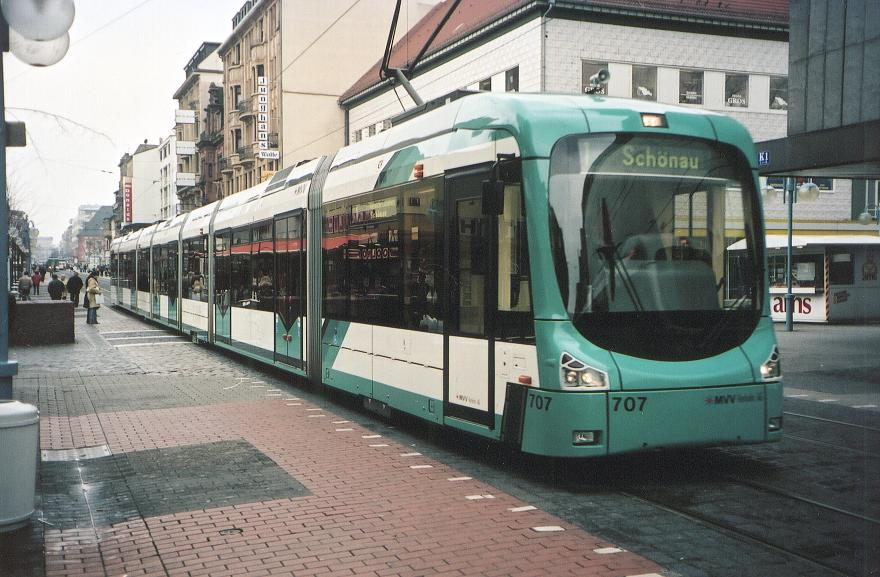
Eine Rhein-Neckar-Variobahn (RNV8ER) noch im Betrieb bei der MVV Verkehr AG in MVV Farben auf der Linie 1 Richtung Schönau

| 1     | Schönau – Rheinau Bahnhof: Schönau – Waldhof Bahnhof – Luzenberg – Alte Feuerwache – Abendakademie – Paradeplatz – Schloss – Mannheim Hauptbahnhof – Tattersall – Neckarau Bahnhof – Rheinau Bahnhof |
| 2     | Feudenheim – Neckarstadt West: Feudenheim – MA Hauptfriedhof – Nationaltheater – Wasserturm – Paradeplatz – Rheinstraße – Alte Feuerwache – Neckarstadt West |
| 3     | Sandhofen – Neckarau Rheingoldhalle: Sandhofen – Luzenberg – Alte Feuerwache – Abendakademie – Paradeplatz – Wasserturm – Mannheim Hauptbahnhof – Lindenhof – Neckarau West – Rheingoldhalle |
| 4     | Waldfriedhof – Oggersheim / Bad Dürkheim: Waldfriedhof – Waldstraße – Speckweg – Ulmenweg – Bonifatiuskirche – Universitätsklinikum – Schafweide – Alte Feuerwache – Abendakademie – Paradeplatz – Wasserturm – Mannheim Hauptbahnhof – LU Berliner Platz – Ludwigshafen Hauptbahnhof – Oggersheim – Ruchheim – Maxdorf – Ellerstadt – Bad Dürkheim (RHB)                                                                    |
| 4A    | Käfertaler Wald – Oggersheim / Bad Dürkheim: Käfertaler Wald – Speckweg – Ulmenweg – Bonifatiuskirche – Universitätsklinikum – Schafweide – Alte Feuerwache – Abendakademie – Paradeplatz – Wasserturm – Mannheim Hauptbahnhof – LU Berliner Platz – Ludwigshafen Hauptbahnhof – Oggersheim – Ruchheim – Maxdorf – Ellerstadt – Bad Dürkheim (RHB)                                                                           |
| 5     | Weinheim – Mannheim – Heidelberg – Weinheim: Weinheim – Viernheim – Käfertal – Bonifatiuskirche – Nationaltheater – Kunsthalle – Mannheim Hauptbahnhof – Schloss – Paradeplatz – Abendakademie – Neuostheim – Edingen – Heidelberg – Schriesheim – Weinheim (OEG) |
| 5A    | Heddesheim – Abendakademie: Heddesheim – Wallstadt – Käfertal – Bonifatiuskirche – Nationaltheater – Kunsthalle – Mannheim Hauptbahnhof – Schloss – Paradeplatz – Abendakademie |
| 15    | Wallstadt Ost – Mannheim Hauptbahnhof: Wallstadt Ost – Käfertal – Bonifatiuskirche – Universitätsklinikum – Schafweide – Alte Feuerwache – Paradeplatz – Schloss – Universität – Mannheim Hauptbahnhof |
| 6     | Rheingönheim – Neuostheim: Rheingönheim – Mundenheim – LU Berliner Platz – Ludwigshafen Rathaus – Rheinstraße – Mannheim Rathaus – Paradeplatz – Mannheim Hauptbahnhof – Tattersall – Planetarium – Neuostheim → nur Mo – Fr zwischen 16:41 und 19:41 sowie Sa von 13:01 bis 19:41 Uhr: weiter über Maimarkt nach SAP-Arena S-Bahnhof → Die Fahrt 19:58 Uhr ab Rheingönheim verkehrt ab Neuostheim weiter als 5 nach Edingen |
| 6A    | Rheingönheim – SAP Arena S-Bahnhof: Rheingönheim – Mundenheim – LU Berliner Platz – Ludwigshafen Rathaus – Rheinstraße – Mannheim Rathaus – Paradeplatz – Wasserturm – Tattersall – Planetarium – Neuhermsheim – SAP Arena Süd – SAP Arena S-Bahnhof |
| 7     | Vogelstang – Oppau: Vogelstang – MA Hauptfriedhof – Nationaltheater – Abendakademie – Paradeplatz – Schloss – LU Berliner Platz – Ludwigshafen Rathaus – BASF – Oppau |
| 8     | [Expresslinie] Oppau – Krappmühlstraße (– Rheinau Bahnhof): Oppau – BASF – Ludwigshafen Rathaus – LU Berliner Platz – Mannheim Hauptbahnhof – Tattersall – Krappmühlstraße (– Rheinau Bahnhof) |
| 9     | [Expresslinie] Bad Dürkheim – Luisenpark/Technoseum (– Neuostheim (– Heidelberg Bismarckplatz)): Bad Dürkheim – Ellerstadt – Maxdorf – Ruchheim – Oggersheim Hans-Warsch-Platz – Ludwigshafen Hauptbahnhof – LU Berliner Platz – Mannheim Hauptbahnhof – Tattersall – Planetarium – Luisenpark/Technoseum (– Neuostheim (– Heidelberg Bismarckplatz))                                                                        |

### Stadtbuslinien

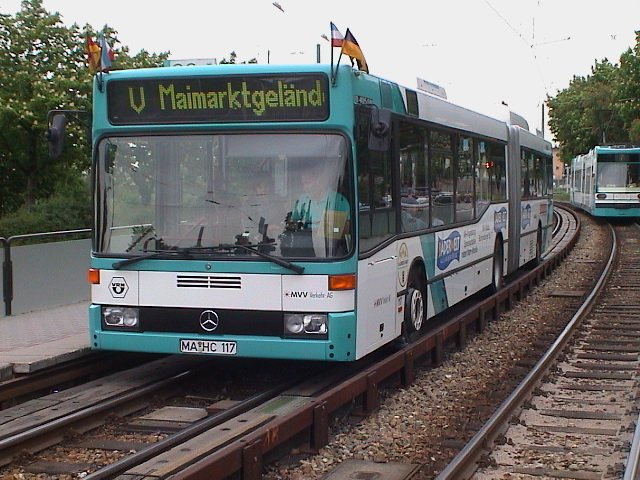
Ein Gelenkbus auf der inzwischen entfernten Spurbusstrecke in Feudenheim

- 40 Seckenheim Rathaus – Hochstätt – Pfingstberg – Rheinau Karlsplatz
- 42 Seckenheim West – Seckenheim Rathaus – Neckarhausen – Edingen (- HD Waldorfschule)
- 43 Seckenheim Rathaus – Friedrichsfeld – Neu-Edingen – Seckenheim Rathaus
- Mo–Sa teilweise auch über Alteichwaldsiedlung
- 44 Seckenheim Rathaus – Suebenheim  → Holzweg/Südbahnhof → Südbahnhof/Holzweg
- 45 Rheinau Karlsplatz – Casterfeld – SAP-Arena-S-Bahnhof – Neuostheim - Feudenheim Ziethenstraße - Käfertal Süd - Waldhof Bahnhof (nur Mo–Fr)
- 46 Seckenheim Rathaus – Neckarhausen – Neu-Edingen – Friedrichsfeld
- 47 Rheinau Bahnhof – Rheinau Süd – Fridtjof-Nansen-Weg
- 48 Rheinau Bahnhof – Rheinauer See – Rheinauhafen (nur Mo–Sa)
- 49 Rheingoldhalle – Strandbad (nur im Sommer)
- 50 Neckarau West - Friedrichstraße – – Neckarau Friedhof (- einzelne Fahrten) - SAP-Arena S-Bahnhof – SAP-Arena – Neuostheim – Ziethenstraße –  – Käfertal Süd – Waldhof Bahnhof – Schönau – (Sandhofen)
Schönau – Sandhofen nur zur Hauptverkehrszeit. Einzelne Fahrten über Neckarau Bahnhof, einzelne Fahrten über Gerd-Dehof-Platz, im Spätverkehr nur in dieser Fahrtrichtung zwischen Neuostheim und Käfertal Süd über Feudenheim Endstelle und Wallstadt.
- 51 Sandhofen – Schönau – Blumenau
- 52 Sandhofen – Scharhof (– Kirschgartshausen)
- 53 Kurpfalzbrücke – Friesenheimer Insel – Luzenberg – Taunusplatz – Käfertaler Wald – Käfertal – Im Rott
- 54 Kurpfalz Center – Vogelstang – Käfertal (nur Mo – Sa)
- 55 Käfertaler Wald – Freilichtbühne – Waldhof Bahnhof
- 56 Käfertal OEG-Bahnhof – Vogelstang (nur einzelne Fahrten an Schultagen)
- 57 Feudenheim – Wallstadt
- 57E Wallstadt – Vogelstang – Vogelstang, Warnemünder Weg
- 58 Luzenberg – Friesenheimer Insel – (Käfertal – Feudenheim) (nur Mo–Fr)
- 59 Sandhofen – Groß-Gerauer Straße – Sandhofen, (Ringlinie, nur Mo–Sa)
- 60 Pfeifferswörth – Ulmenweg – Herzogenried – Neckarstadt West – Jungbusch – Schloss – Hauptbahnhof – Wasserturm – Oststadt Lanzvilla - Fernmeldeturm
- 61 Kurpfalzbrücke – Alte Feuerwache - Carl-Benz-Straße – Bonifatiuskirche – Wohlgelegen EKZ – Eisenlohrplatz
- 62 Neuhermsheim – Neuostheim – Lanzvilla – Nationaltheater – Kurpfalzbrücke – Neckarspitze [nur Mo–Sa; Sa erst ab Kurpfalzbrücke]
- 63 Hauptbahnhof – Wasserturm – Möhlstraße – Hochschule – Pfalzplatz (seit Ende Juni 2015 teilweise mit Elektrobussen – „Primove“ Pilotprojekt),
an Samstagen, Sonn- und Feiertagen über Maximilianstr. – Lanzvilla
- 64 Hauptbahnhof – Wasserturm – Fahrlach – Feudenheim – Käfertal OEG-Bahnhof (nur in Hauptverkehrszeit)
- 65 Popakademie - Universität - Hauptbahnhof - Glücksteinsallee
- 43/46 Spätverkehr Seckenheim – Friedrichsfeld – Neu-Edingen – Neckarhausen Rathaus – Seckenheim
- E (69) Früh-/Spätverkehr Waldhof – Gartenstadt / Käfertal – Waldhof
- 7 Nachtbus Paradeplatz – Feudenheim – Vogelstang
- 6 Nachtbus  LU Berliner Platz – Paradeplatz – Neuostheim – Neuhermsheim, Gerd-Dehof-Platz

### Regionalbuslinien

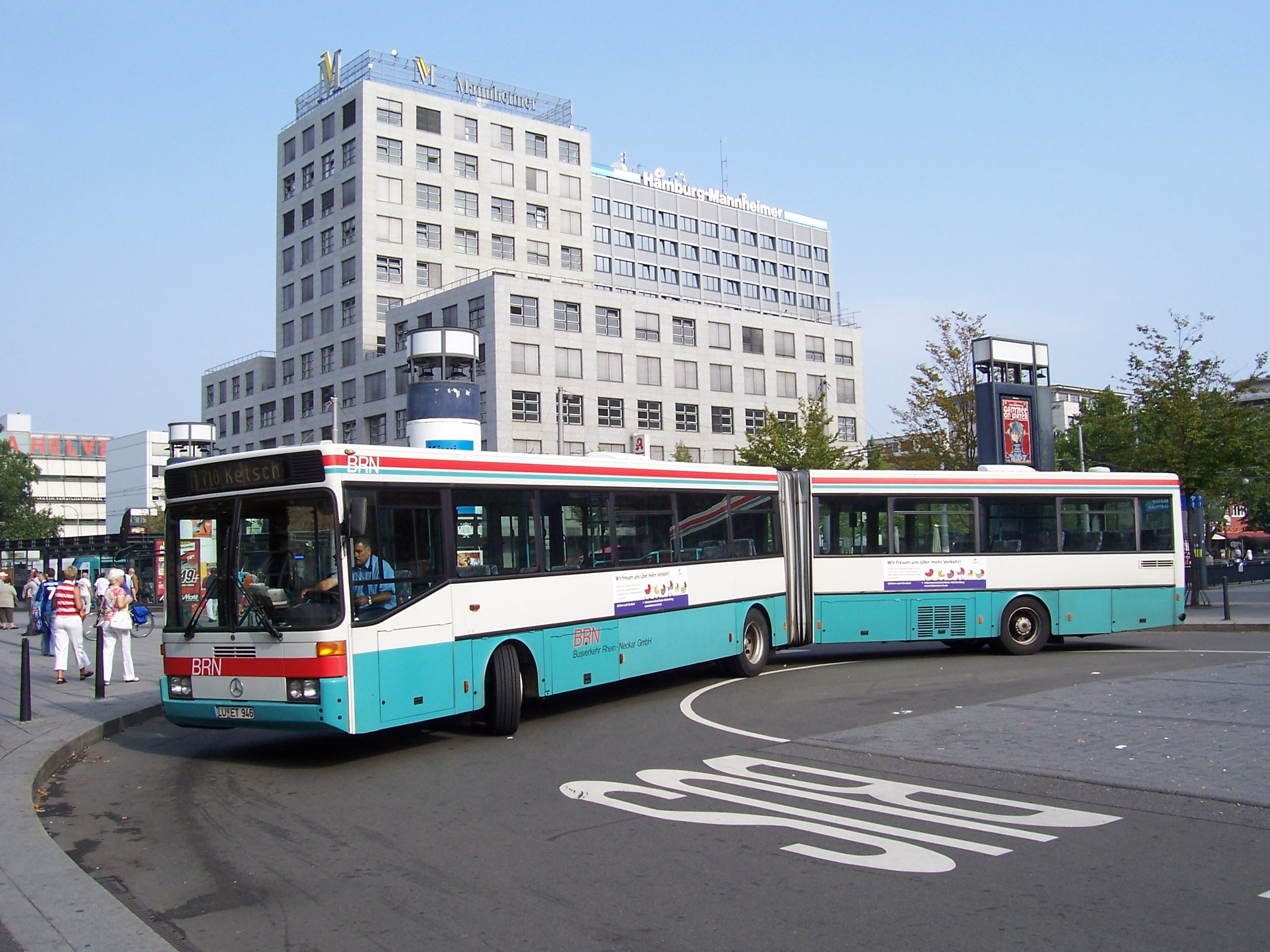
Ein BRN O 405GN am Mannheime rHauptbahnhof. Dieser Wagentyp ist Lange nicht mehr bei der BRN

- 98 Neckarau Friedrichstraße – Altrip (Kleinbuslinie, nur Mo–Fr)
- 603 Sandhofen – Scharhof – Kirschgartshausen – Lampertheim (mittlerweile durch Ruftaxi Linie 606 ersetzt)
- 625 Seckenheim – Ilvesheim – Feudenheim
- 626 Seckenheim – Ilvesheim (Neckarhalle – Friedhof Nord) – Feudenheim
(Einzelne Fahrten im Nachtverkehr und im Schülerverkehr sind bis Ladenburg durchgebunden)
- 628 Seckenheim – Ilvesheim – Ladenburg – Schriesheim – (Ursenbach) – Altenbach – Wilhelmsfeld
- 710 Hauptbahnhof – Neckarau – Rheinau – Rohrhof – Ketsch – Brühl – Schwetzingen
- 711 Hauptbahnhof – Neckarau – Rheinau – Hirschacker – Schwetzingen

Die Linie 98 wird von der Rheinfähre Altrip GmbH, die Linie 603 wird von der Verkehr & Tourismus Lampertheim GmbH & Co. KG (VTL) und alle weiteren Regionalbuslinien werden vom Busverkehr Rhein-Neckar GmbH (BRN) betrieben.

### Besondere Verkehre

#### Expresszüge
Zur Verstärkung werden einige zusätzliche Fahrten auf Expresslinien angeboten, die nicht an allen Haltestellen halten:
- 9 Heidelberg – Mannheim – Ludwigshafen – Bad Dürkheim (nur an Sonn- und Feiertagen in den Sommermonaten), verbindet als RNV-Express: Heidelberg (HSB), Mannheim (MVV), Ludwigshafen (VBL) und Bad Dürkheim (RHB) und fährt zwischen Heidelberg und Mannheim auf den Gleisen der OEG.

Alle Linien werden von der RNV betrieben.

#### Ruftaxis
Die Ruftaxis müssen 30 Minuten vor der gewünschten Abfahrt telefonisch bestellt werden. Es gilt ein besonderer Tarif, bei dem aber Jahres- und Halbjahreskarten des VRN akzeptiert werden.
- 1003 Friedrichsfeld – Alteichwaldsiedlung (Ergänzung zur Linie 43)
- 1044 Holzweg – Langlachweg
- 1045 SAP Arena/S-Bahnhof – Pfingstberg Sportanlage
- 1046 Alteichwaldsiedlung – Rheinau Karlsplatz

#### Fähren
In Mannheim gibt es zwei Fähren. Die Rheinfähre Altrip-Mannheim verbindet Neckarau mit Altrip, die Altrheinfähre Sandhofen verbindet Sandhofen mit der Friesenheimer Insel. Bei der 1897 erbauten Altrheinfähre handelt es sich um die älteste betriebsbereite Fähre in Deutschland.

## Geschichte

### Anschluss an das Eisenbahnnetz
Bereits 1840 erhielt Mannheim mit der Eröffnung der Ersten Etappe der Rheintalbahn nach Heidelberg, und später Karlsruhe bis Basel, einen Eisenbahnanschluss. Mit der Eröffnung der Bahnstrecke Frankfurt am Main–Heidelberg 1846, der Rheinbrücke zur Pfälzischen Ludwigsbahn hinüber nach Ludwigshafen am Rhein und der Riedbahn 1879 nach Frankfurt am Main wurde Mannheim zu einem wichtigen Eisenbahn-Knotenpunkt.
Weitere kleinere Streckenerweiterungen waren 1880 die Strecke Mannheim-Friedrichsfeld (damals Friedrichsfeld (Baden) Nord)–Schwetzingen. Sie dient heute nur noch dem Güterverkehr. Die Bahnstrecke Mannheim-Rheinau–Ketsch wurde in zwei Etappen eröffnet: 1905 bis Brühl und 1912 wurde schließlich Ketsch erreicht. Die Strecke wurde 1966 eingestellt und inzwischen abgebaut.

### Innerstädtischer Verkehr
Die Geschichte des innerstädtischen Personenverkehrs begann mit einer Pferdebahn, deren erste Linien im Jahr 1878 eröffnet wurden. Am 3. Mai 1884 wurde die erste Dampfstraßenbahn von Feudenheim nach Mannheim eröffnet. Der elektrische Straßenbahnbetrieb begann im Jahr 1900. Die erste Omnibuslinie in Mannheim wurde am 29. November 1925 von der OEG eröffnet. 1971 wurde die erste und bis heute einzige Tunnelstrecke in Mannheim eröffnet. Sie führt unter dem Luisenring entlang und besitzt eine Haltestelle an der Dalbergstraße. Von 1992 bis 2005 existierte in Feudenheim eine Spurbus-Strecke für eine Fahrtrichtung auf den Gleisen der Straßenbahn, die dort auf separatem Bahnkörper geführt ist.

#### Änderung der Unternehmensstruktur

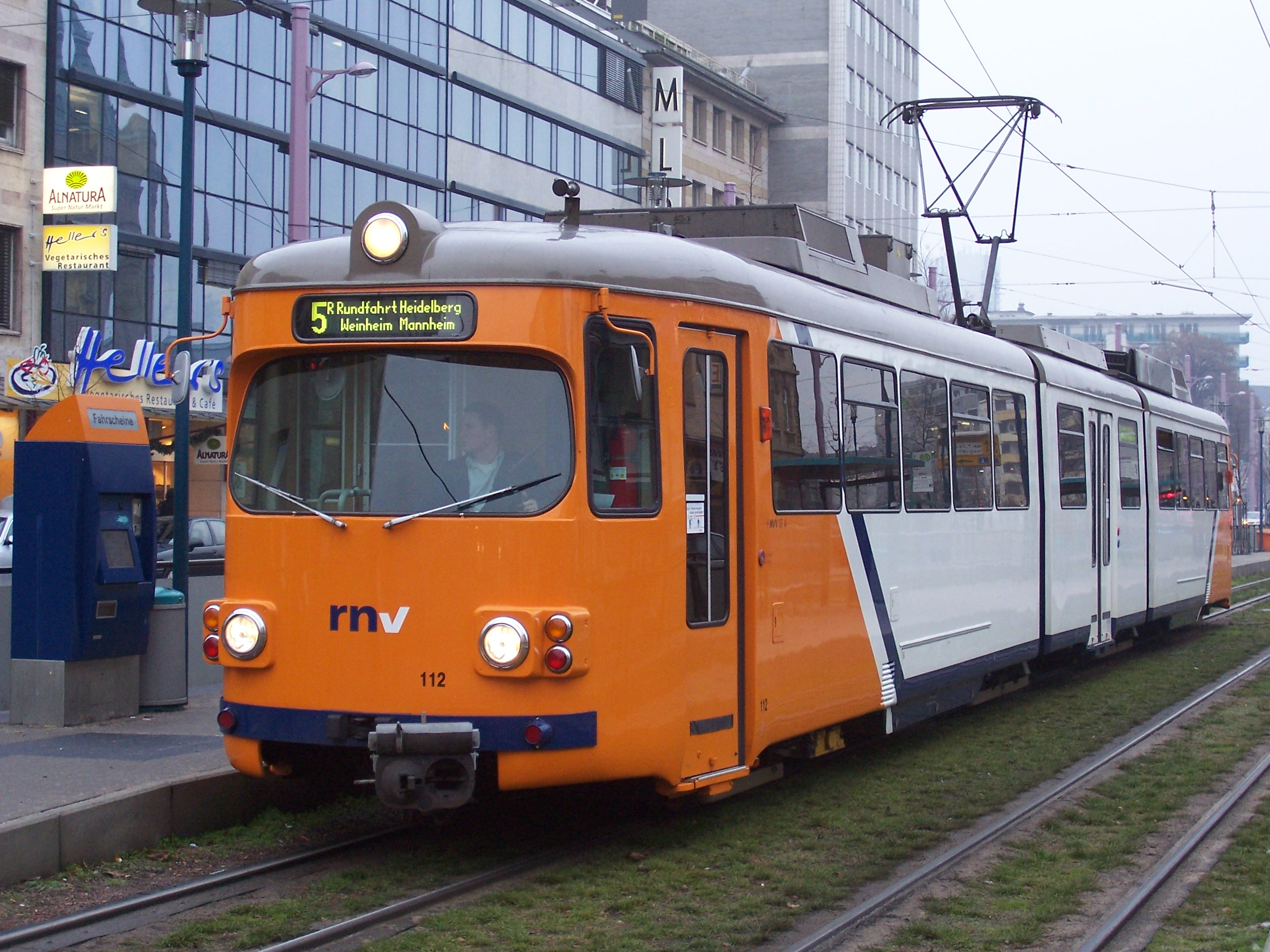
Ein OEG GT8K in Mannheim auf der Linie 5, mittlerweile sind alle von den 6 Wagen dieser Baureihe nicht mehr im Betrieb, jedoch ist einer der älteren GT8 der OEG noch in Betrieb (82)

1999 wurde die Mannheimer Verkehrs-Aktiengesellschaft (MVG) in MVV Verkehr AG umbenannt.
Im Jahr 2000 wurde die OEG von der MVV aufgekauft und in MVV OEG AG umbenannt. Der Betrieb erfolgt seit 2002 gemeinsam mit den Mannheimer Straßenbahnen der MVV Verkehr AG.
Zum 1. Oktober 2004 gründeten die das zusammenhängende Meterspurnetz betreibenden, zu Beginn des Artikels genannten fünf Verkehrsunternehmen eine gemeinsame Tochtergesellschaft, die Rhein-Neckar-Verkehr GmbH (RNV), wodurch Kostenersparnis und bessere Wettbewerbsfähigkeit erreicht werden soll. Die Infrastruktur sowie zunächst auch die Konzessionen verblieben bei der MVV, der Großteil der Fahrzeuge ging im Zuge der Kapitaleinbringung an die RNV, die seit dem 1. März 2005 im Auftrag der MVV die Verkehrsleistungen erbringt. Die 1994 und 1995 beschafften Niederflurstraßenbahnen vom Typ 6MGT konnten aufgrund des Cross-Border-Leasing nicht in die RNV eingebracht werden. Seit 1. Oktober 2009 sind die Konzessionen bei der RNV und der Betrieb sowie die Unterhaltung bzw. der Ausbau der Infrastruktur werden in Verantwortung der RNV durchgeführt.

### Haltestellenumbenennungen
| vorher                       | nachher                | wann                               |
| ---------------------------- | ---------------------- | ---------------------------------- |
| Neckartor                    | Abendakademie          | Juni 2009                          |
| Anemonenweg                  | Erlöserkirche          | 12. Juni 2016                      |
| Frohe Arbeit                 | Speckweg               | 12. Juni 2016                      |
| Grenadierstraße              | Bonifatiuskirche       | 12. Juni 2016                      |
| Hafenstraße                  | Popakademie            | 12. Juni 2016                      |
| Käfertal Wald                | Platz der Freundschaft | 12. Juni 2016                      |
| Mannheim Rathaus/Reissmuseum | Mannheim Rathaus/REM   | 12. Juni 2016                      |
| Stiller Weg                  | Käfertaler Wald        | 12. Juni 2016                      |
| Thorner Straße               | Schönau Siedlung       | 12. Juni 2016                      |
| Waldfriedhof Gartenstadt     | Waldfriedhof           | 12. Juni 2016                      |
| Friedrichsfelder Kreuz       | Saarburger Ring        | 12. Juni 2016 (nur Richtung Süden) |

### Linienchronik Bus

#### Ab 14. Dezember 2007
40Rheinau Karlsplatz – Pfingstberg – Hochstätt – Seckenheim Rathaus
41Seckenheim Rathaus – Kaiserstuhlring – Innerer Heckweg – Seckenheim Rathaus
42Seckenheim OEG-Bahnhof – Neckarhausen – Edingen – Edingen OEG-Bahnhof
43Seckenheim Rathaus – Suebenheim – Friedrichsfeld
45Rheinau Karlsplatz – Mallau – Neuostheim (verkehrt nur in der HVZ)
46Seckenheim Rathaus – Neckarhausen – Neu-Edingen – Friedrichsfeld
47Rheinau Bahnhof – Lüderitzstraße – Frobeniusstraße – Friedtjof-Nansen-Weg (teilweise über Edinger Riedweg)
48Rheinau Bahnhof – Rohrhofer Straße / Holländerstraße / Holländerstraße Nord (teilweise über Münchwälderstraße und/oder Faltkistenwerk)
50Sandhofen / Schönau – Waldhof Bahnhof – Käfertal – Feudenheim – Neuostheim – Mallau – Neckarau West
51Sandhofen – Blumenau
52Sandhofen – IKEA/Scharhof – Kirschgartshausen – Lampertheim (ab „Ikea Sandhofen“ als Ruftaxi-Linie 606 der VTL)
53Kurpfalzbrücke – Friesenheimer Insel / Neckarstadt – Luzenberg – Waldhof Bahnhof – Gartenstadt – Käfertal OEG-Bahnhof – Im Rott – Käfertal
54Käfertal – Käfertal Wald / Vogelstang – real
55Käfertal – Freyaplatz/Klinik Waldhof Ost – Bahnhof Waldhof
56Käfertal – Warnemünder Weg (Schülerverkehr)
57Feudenheim – Osterburker Straße – Wallstadt Ost – Wallstadt Friedhof – Wallstadt West – Wallstadt Mitte – Osterburker Straße – Feudenheim (teilweise ab Wallstadt West auch zum Warnemünder Weg als Schülerverkehr)
58Luzenberg – Öllager – Heizkraftwerk Nord – Luzenberg
59Feudenheim – Käfertal Bahnhof – ABB – Luzenberg
60Oststadt Lanzvilla – Wasserturm – MA Hauptbahnhof – Schloss – Hafen – Neckarstadt – Herzogenried – Grenadierstraße (sonntags entfällt die Linie 60)
61Kurpfalzbrücke – Carl-Benz-Straße – Grenadierstraße / Ulmenweg / Sellweiden (teilweise auch über Eisenlohrstraße)
62Neuhermsheim – Harrlach – Luisenpark – Nationaltheater – Kurpfalzbrücke – Hafen/Jungbusch – Kurpfalzbrücke
63MA Hauptbahnhof – Oststadt – Neckarau – Pfalzplatz
64Käfertal – Ziethenstraße – Fahrlach – Oststadt – Wasserturm – MA Hauptbahnhof (Schülerverkehr)

## Belege
1. 1 2 3 4 5 6 7 8 9  Sommerfahrplanwechsel: Deutliche Angebotsverbesserungen und neue Linien. 12. Juni 2016, archiviert vom Original (nicht mehr online verfügbar) am 19. August 2016; abgerufen am 19. August 2016 (Verkehrsmeldung).  Info: Der Archivlink wurde automatisch eingesetzt und noch nicht geprüft. Bitte prüfe Original- und Archivlink gemäß Anleitung und entferne dann diesen Hinweis.